# Hełm wz. 65

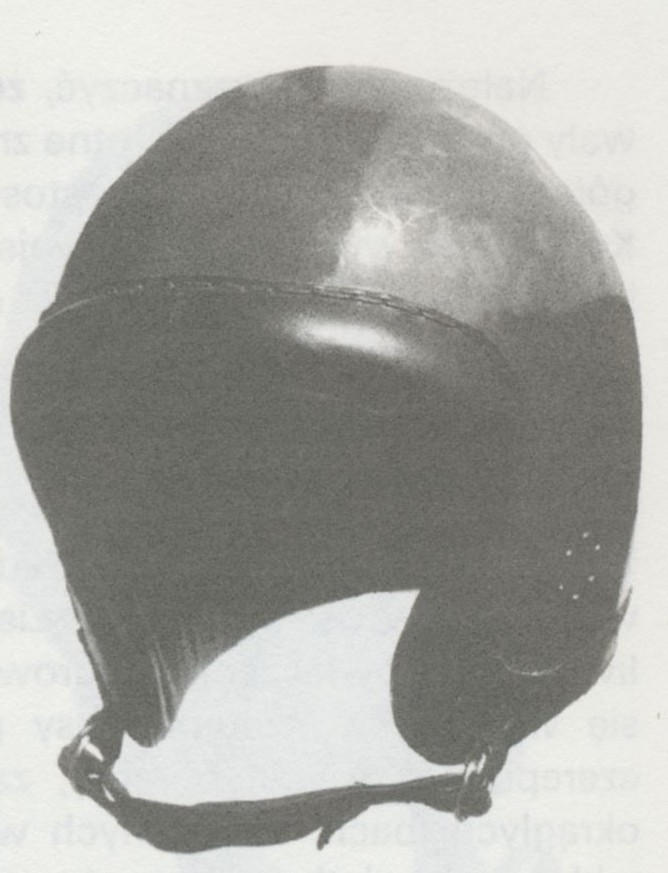
Hełm ćwiczebny wz. 65

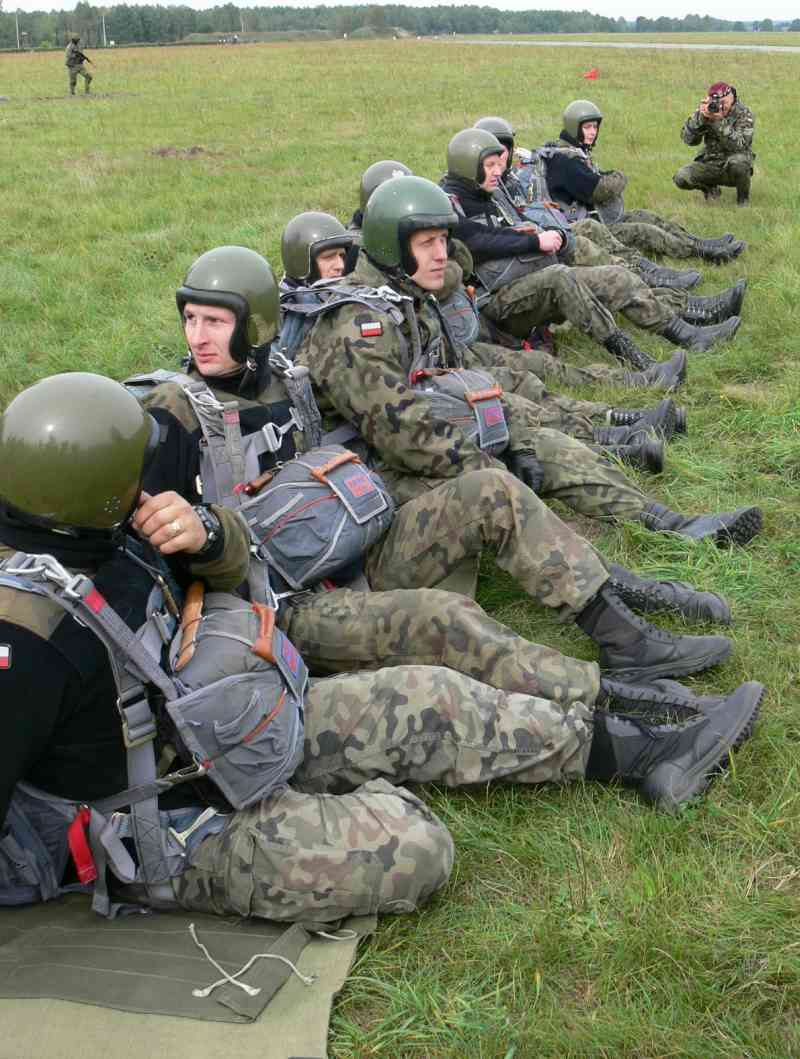
Polscy żołnierze w hełmach wz. 65

Hełm wz. 65 – polski ćwiczebny hełm spadochronowy wprowadzony do służby w latach 60. Używany do dziś.
Hełm wz. 65 używany jest jako zabezpieczenie głowy podczas ćwiczebnych skoków spadochronowych. Dzwon wykonany z tworzywa sztucznego (poliestr), jednoczęściowy głęboki. Zabezpiecza on całą głowę wraz z czołem i uszami. W nausznikach znajduje się po sześć otworów poprawiających słyszalność. Obrzeże hełmu zabezpieczone wałkiem ze skóry. 
Wewnątrz dzwon wyłożony gąbką, pokrytą jedwabną podszewką. 
Hełmy występują w dwóch kolorach: khaki (dla jednostek powietrznodesantowych) i białym (dla ośrodków szkoleniowych).
Produkowany był przez Kaliskie Zakłady Przemysłu Terenowego.